# Eric Jacob Arrhén von Kapfelmann
Eric Jacob Arrhén von Kapfelmann (Suècia, 21 d'octubre de 1790 - [...?], 23 de maig de 1851), fou un compositor musical suec.
Kapfelmann pertanyia a Linköping Genera Arrhenius, en primer lloc es va dedicar a la carrera de Dret, però es va convertir en un professor de música a l'Escola de Guerra a Karlberg en 1824 i es va graduar en 1833 amb el grau Director de Música. Va ser elegit el núm. 293 de la Reial Acadèmia de Música el 27 de maig de 1841.
Entre les seves composicions musicals inclouen quartets masculins, cançons solistes, música de l'església, música per a obres de teatre i una gran simfonia. A més del seu popular Cançó de primavera, representada per primera vegada en la Universitat d'Uppsala el 30 d'abril de 1823. És autor de la Marxa de Carles XII, de melodies populars, de la música per a poesies de Stagnelius, Atterbom, Erik Gustaf Geijer, etc., simfonies, cants religiosos i òperes que no s'arribaren a estrenar mai.